# Mole (banda)
Mole es una banda del Rock alternativo formada 2007 en Buenos Aires, Argentina. Está integrada por Charly Alberti (baterista de Soda Stereo), su hermano Andrés (Santos Inocentes) y Sergio Bufi (Gin Tonic).

## Biografía
A mediados de 2005, luego de casi 8 años del “Último Concierto” de Soda Stereo, Charly Alberti retoma su carrera musical. Tras varios meses de trabajar solo, decide aunar fuerzas con Andrés, su hermano menor con quien tenían la deuda pendiente de alguna vez hacer algo juntos.
Luego de experimentar con estilos y de revolver el cajón de las ideas en suspenso, encuentran el sonido que definiría a Mole. La alineación que el baterista y su hermano conforman a principios de 2007, se completa por un viejo compañero de rutas de Andrés, Ezequiel Dasso (en bajo y coros) y Sergio Bufi (en voz y guitarra) a quien descubren casi por casualidad y gracias a la convocatoria hecha a través de un programa radial en Internet. De un listado con decenas de nombres posibles eligen Mole para representar a la banda.
MOLE es el primer álbum del grupo, lanzado el 11 de abril de 2007 por URL Records y distribuido por Sony Music; el corte difusión del mismo es Agua Castradora.

"El disco está pensado desde el vivo y es consecuencia de un gran deseo de volver a experimentar la energía de estar en el escenario y de entregarle al público algo fuerte, que lo haga irse del show o terminar de escuchar el disco con una gran carga de adrenalina"
Charly Alberti[cita requerida]

"Mole" fue grabado entre abril de 2006 y enero de 2007 en la Sala Room Studios, Unísono y Ave Sexua Studios con la producción de ambos hermanos Alberti. Mezclado en Circo Beat por Mariano López y masterizado en los estudios Sterling Sound de Nueva York, en Estados Unidos. Tweety González estuvo a cargo de la producción de la mezcla. Está formado por doce canciones, que se caracterizan por profundas melodías y líricas contundentes. Fue presentado en vivo por primera vez en forma privada en La Trastienda Club, el 27 de marzo, en ocasión del cumpleaños de Charly 
Su última aparición en vivo fue en mayo de 2009 como teloneros de Oasis en el Estadio Antonio Vespucio Liberti. A partir del 7 de agosto de 2020 se anunció su vuelta a través de su cuenta de Instagram con diferentes posteos y el 28 de agosto del mismo año se lanzaron tres canciones remasterizadas del álbum de 2007 a través de plataformas digitales.

## Integrantes

### Miembros
- Sergio Bufi - voz y guitarra (2007-presente)
- Andres Alberti - guitarra (2007-presente)
- Charly Alberti - batería y percusión (2007-presente)
- Ezequiel Dasso - bajo y coros (2007-2009)

## Discografía

### Estudio
| Año  | Álbum | Sello       |
| ---- | ----- | ----------- |
| 2007 | Mole  | URL Records |

### Sencillos
| Año  | Sencillo                        | Sello       |
| ---- | ------------------------------- | ----------- |
| 2020 | Gladiador Rmzcl                 | URL Records |
| 2020 | Agua Castradora Rmzcl           | URL Records |
| 2020 | El Bote Rmzcl                   | URL Records |
| 2020 | Elixir (La Muerte de Mi OtroYo) | URL Records |
| 2020 | Ghosts (The Sun is Not Enough)  | URL Records |
| 2021 | Eclipse                         | URL Records |
| 2021 | My Nuclear Baby                 | URL Records |
| 2021 | Colisión                        | URL Records |
| 2021 | Atmósfera                       | URL Records |
| 2021 | Discover                        | URL Records |
| 2021 | Hoax                            | URL Records |

## Reconocimientos y premios
Mole, recibió el Premios Gardel al "Mejor Álbum Artista de Rock" en la ceremonia realizada el miércoles 26 de marzo en el Teatro Gran Rex de Buenos Aires.
En esta décima edición, el comité de voto estuvo integrado por 1.500 músicos, periodistas y otros miembros de los medios de comunicación, productores de espectáculos, ingenieros de sonido y comerciantes vinculados a la música.